# Тейлорсвілл (Індіана)
Тейлорсвілл (англ. Taylorsville) — переписна місцевість (CDP) в США, в окрузі Бартолом'ю штату Індіана. Населення — 867 осіб (2020).

## Географія
Тейлорсвілл розташований за координатами 39°17′47″ пн. ш. 85°57′1″ зх. д. / 39.29639° пн. ш. 85.95028° зх. д. (39.296476, -85.950274).  За даними Бюро перепису населення США в 2010 році переписна місцевість мала площу 2,76 км², уся площа — суходіл.

## Демографія
Згідно з переписом 2010 року, у переписній місцевості мешкало 919 осіб у 361 домогосподарстві у складі 265 родин. Густота населення становила 333 особи/км².  Було 384 помешкання (139/км²).
Расовий склад населення:
| - 96,2 % — білих - 1,1 % — чорних або афроамериканців - 0,4 % — азіатів - 0,2 % — корінних американців - 1,5 % — осіб інших рас |

До двох чи більше рас належало 0,5 %. Частка іспаномовних становила 2,9 % від усіх жителів.
За віковим діапазоном населення розподілялося таким чином: 23,5 % — особи молодші 18 років, 59,9 % — особи у віці 18—64 років, 16,6 % — особи у віці 65 років та старші. Медіана віку мешканця становила 41,4 року. На 100 осіб жіночої статі у переписній місцевості припадало 98,5 чоловіків;  на 100 жінок у віці від 18 років та старших — 93,7 чоловіків також старших 18 років.
Середній дохід на одне домашнє господарство  становив 62 878 доларів США (медіана — 65 469), а середній дохід на одну сім'ю — 74 636 доларів (медіана — 81 053). За межею бідності перебувало 4,2 % осіб, у тому числі 3,4 % дітей у віці до 18 років та 0,0 % осіб у віці 65 років та старших.
Цивільне працевлаштоване населення становило 436 осіб. Основні галузі зайнятості: виробництво — 28,4 %, роздрібна торгівля — 15,4 %, науковці, спеціалісти, менеджери — 15,4 %.